# Bim und Bumm
Bim und Bumm ist der Titel einer Kurzfilmreihe, die in den 1970er Jahren innerhalb der deutschen Ausgabe der Fernsehsendung Sesamstraße gezeigt wurde.
Bim, gespielt von Frithjof Vierock, und Bumm (Klaus Dahlen) stellten darin als ungleiches Pärchen dar, wie schwierig Alltagssituationen sein konnten. 
Die Kurzfilme wurden ab dem 4. Oktober 1973 (Folge 107) wöchentlich einmal gezeigt.